# The Coronation of Edward VII
The Coronation of Edward VII ist britischer Historienfilm aus dem Jahr 1902. Der Film entstand unter der Regie von Georges Méliès. Ausführender Produzent war Charles Urban für die Warwick Trading Company. 

## Handlung
Der Film stellt die Krönung von König Eduard VII. nach. 

## Hintergrundinformationen

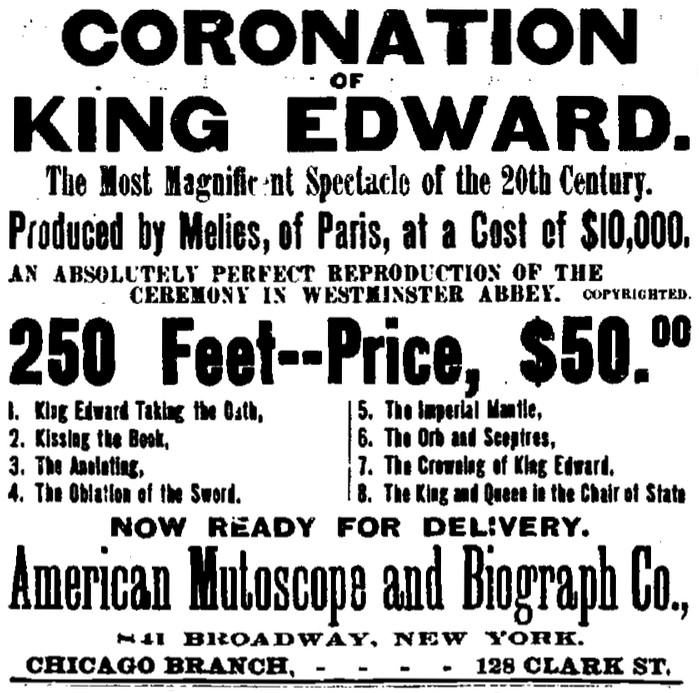
Werbung für den Film

Georges Méliès hatte damals einen Vertrag mit der Warwick Trading Company und stellte für die filmische Krönung des Königs die Westminster Abbey in Montreuil nach. Laut des unterzeichneten Vertrages musste der Film bis zum 26. Juni des Jahres 1902 fertig sein. Die Warwick Trading Company arbeitete für diesen Film eng mit Star Film zusammen.
Für die Darstellung des Königs wurde ein Mann aus einer Wäscherei des Ortes Le Kremlin-Bicêtre verpflichtet, über ihn ist nichts weiter bekannt. Die Königin wurde von einer Schauspielerin des Théâtre du Châtelet gemimt. Während diese Details über die Darsteller überliefert sind, sind ihre Namen bis heute unbekannt.
Der Film wurde am 9. August 1902 in der Alhambra Music Hall in London uraufgeführt.